# Sol Líneas Aéreas
SOL SA Líneas Aéreas era una compagnia aerea argentina fondata nel 2005 e operante dall'agosto 2006 in base a un accordo tra il Gruppo Transatlántica e il governo della provincia di Santa Fe, che cercava di migliorare i collegamenti aerei tra le città di Córdoba e Santa Fe. Aveva sede a Rosario.
La compagnia aerea dichiarò fallimento e cessò ogni attività nel gennaio 2016. Al momento della chiusura la flotta della compagnia aerea era composta da Saab 340 A/B e Bombardier CRJ-200.

## Affari societari

### Persone chiave
A partire da novembre 2013, Horacio Gabriel Angeli ricoprì le posizioni di amministratore delegato e di presidente della società.

## Destinazioni
Sol Líneas Aéreas collegò le seguenti destinazioni nel corso della sua storia operativa:
| Stato     | Città                   | Aeroporto                                                         |
| --------- | ----------------------- | ----------------------------------------------------------------- |
| Argentina | Bahía Blanca            | Aeroporto Comandante Espora                                       |
| Argentina | San Carlos de Bariloche | Aeroporto di San Carlos de Bariloche                              |
| Argentina | Buenos Aires            | Aeroparque Jorge Newbery                                          |
| Argentina | Comodoro Rivadavia      | Aeroporto Internazionale General Enrique Mosconi                  |
| Argentina | Córdoba                 | Aeroporto di Córdoba-Ing. A. L. V. Taravella                      |
| Argentina | Esquel                  | Aeroporto di Esquel                                               |
| Argentina | Mar del Plata           | Aeroporto Internazionale Astor Piazzolla                          |
| Argentina | Mendoza                 | Aeroporto Internazionale Governor Francisco Gabrielli             |
| Argentina | Villa de Merlo          | Aeroporto di Villa de Merlo                                       |
| Argentina | Neuquén                 | Aeroporto Internazionale Presidente Perón                         |
| Argentina | Río Gallegos            | Aeroporto Internazionale Piloto Civil Norberto Fernández          |
| Argentina | Río Grande              | Aeroporto Internazionale Hermes Quijada                           |
| Argentina | Rosario (Argentina)     | Aeroporto Internazionale Islas Malvinas                           |
| Argentina | San Luis                | Aeroporto Brigadier Mayor César Raúl Ojeda                        |
| Argentina | Santa Fe                | Aeroporto Sauce Viejo                                             |
| Argentina | Trelew                  | Aeroporto Almirante Marcos A. Zar                                 |
| Argentina | San Miguel de Tucumán   | Aeroporto Internazionale Teniente General Benjamín Matienzo       |
| Argentina | Ushuaia                 | Aeroporto Internazionale di Ushuaia                               |
| Argentina | Villa Gesell            | Aeroporto di Villa Gesell                                         |
| Argentina | Villa Mercedes          | Aeroporto di Villa Reynolds                                       |
| Uruguay   | Montevideo              | Aeroporto Internazionale di Carrasco - General Cesareo L. Berisso |
| Uruguay   | Punta del Este          | Aeroporto di Laguna del Sauce                                     |

## Flotta
La flotta di SOL prima della chiusura delle operazioni:
Nel 2015 la compagnia prese in consegna il primo di sei Bombardier CRJ-200 (noleggiati da Air Nostrum) che sarebbero entrati in servizio da ottobre 2015.

## Incidenti

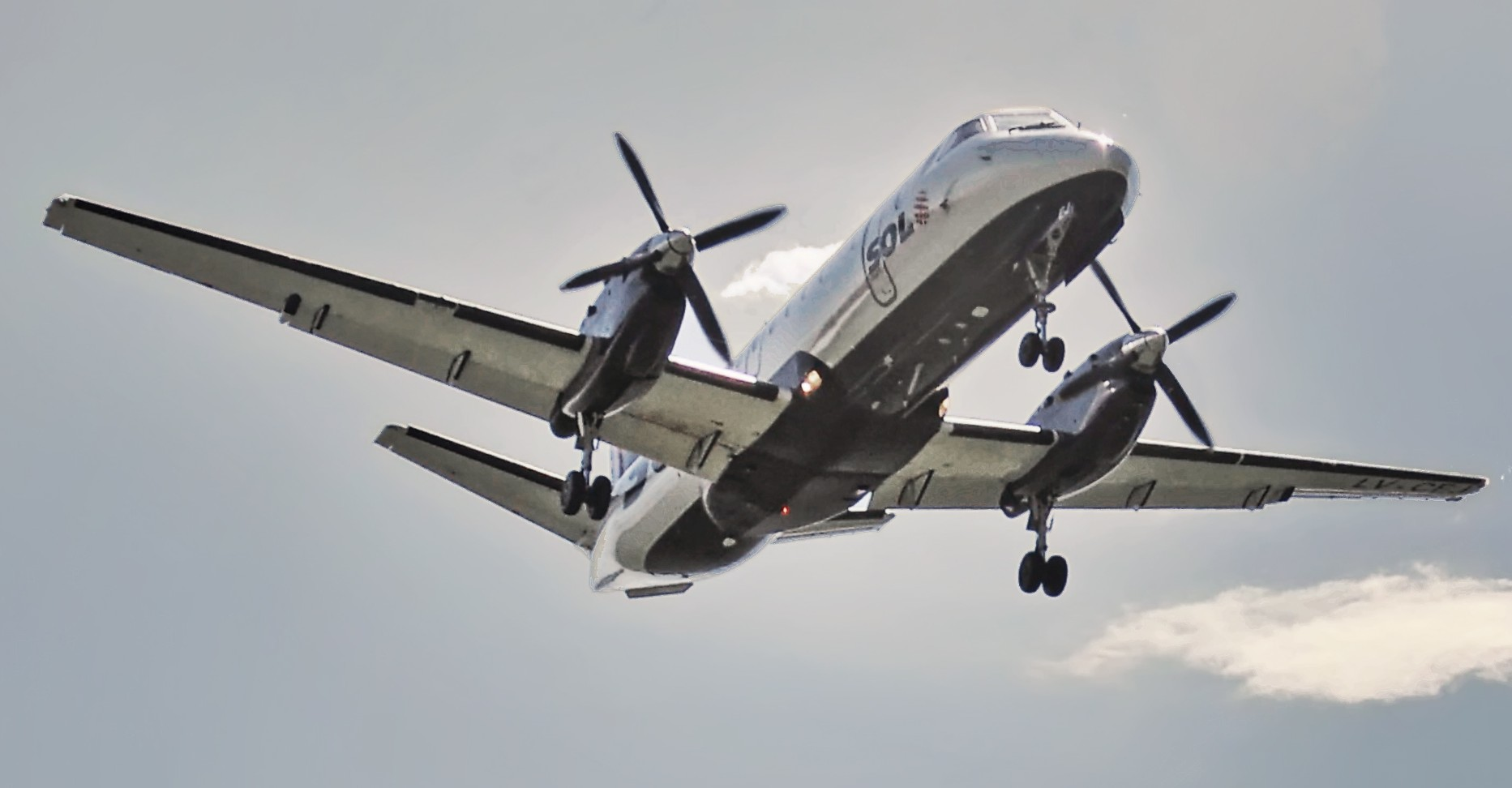
Il Saab 340 coinvolto nell'incidente.

18 maggio 2011: il volo 5428, operato da un Saab 340A costruito nel 1985, numero di coda LV-CEJ, che operava sulla rotta Córdoba – Mendoza – Neuquén – Comodoro Rivadavia, si schiantato a Prahuaniyeu, 25 chilometri (16 miglia) a sud-ovest di Los Menucos, nella provincia di Río Negro, durante l'ultima tappa, a seguito di numerose chiamate di soccorso effettuate dai piloti. Tutti i 22 occupanti dell'aeromobile, di cui 19 passeggeri, morirono nell'incidente. A settembre 2011 la causa dell'incidente non venne determinata, anche se si ritiene che l'accumulo di ghiaccio sulle ali dell'aereo sia stato un fattore determinante.